# Antheraea mylitta
Antheraea mylitta är en fjärilsart som beskrevs av Dru Drury 1773. Antheraea mylitta ingår i släktet Antheraea och familjen påfågelsspinnare. Inga underarter finns listade i Catalogue of Life.

## Bildgalleri

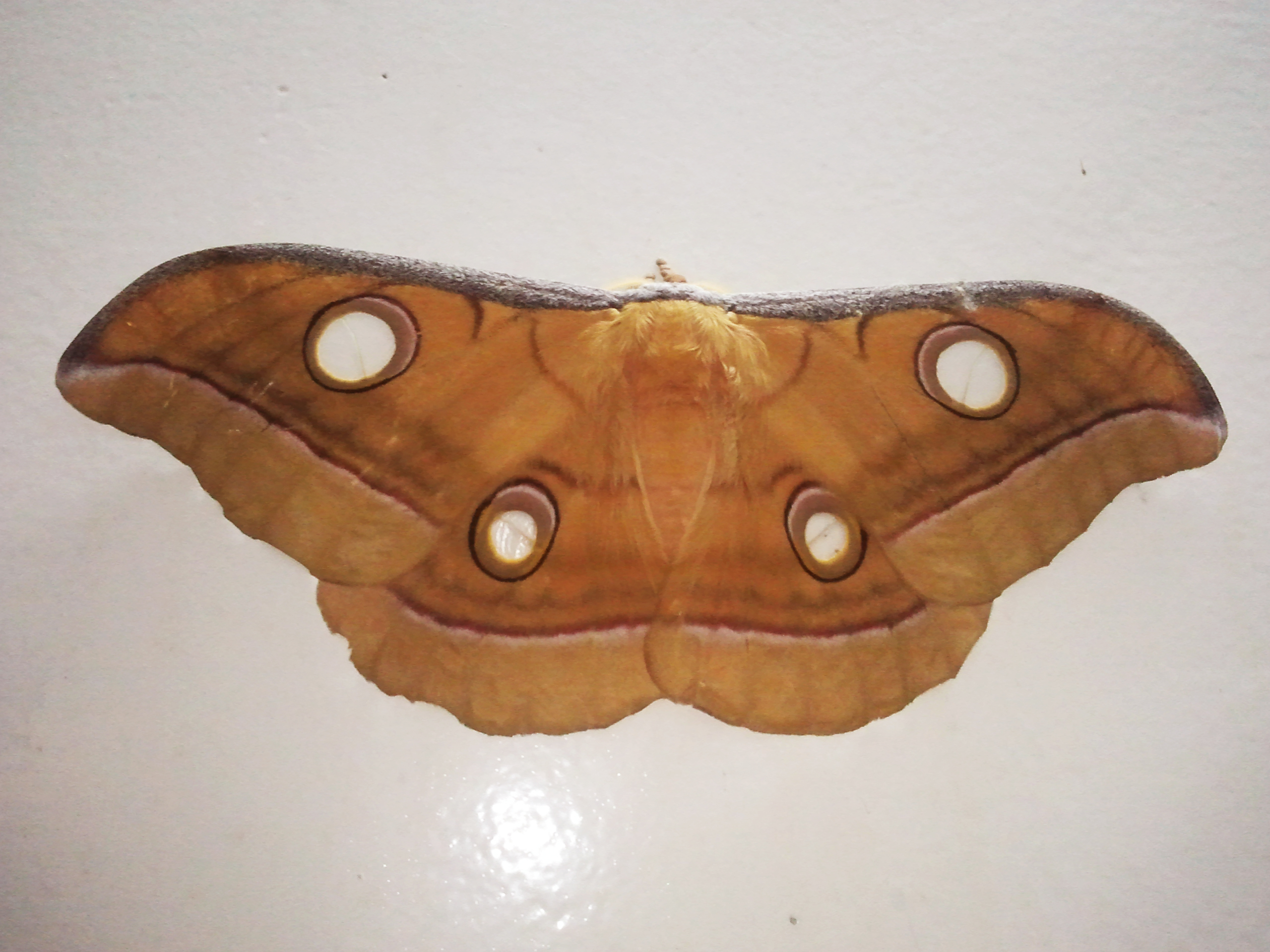